# Luca D’Andrea
Luca D’Andrea (ur. 1979 w Bolzano) – włoski pisarz, znany również pod pseudonimem GL D’Andrea.

## Życiorys
Opublikował trylogię fantasy dla młodzieży „Wunderkind”. Popularność zdobył stworzeniem scenariusza do serialu obyczajowego „Mountain Heroes”, przybliżającego historię życia i akcji ratowników górskich w Dolomitach. Sukces serialu zainspirował młodego artystę do napisania „Istoty zła”, thrillera, który stał się hitem Targów Książki (w Londynie). Przed premierą we Włoszech ponad 30 wydawców z całego świata wykupiło prawa do publikacji. D'Andrea wydał także thrillery pt. „Lissy” oraz „Wędrowiec” (Il respiro del sangue).